# Ed McIlvenny
Edward "Ed" John McIlvenny (Greenock, 21 de outubro de 1924 - Eastbourne, 18 de maio de 1989) foi um futebolista escocês que defendeu a Seleção de Futebol dos Estados Unidos.

## Carreira
Começou a jogar profissionalmente em 1947, no Wrexham, do País de Gales, à época na terceira divisão inglesa. Jogou apenas sete vezes na equipe quando mudou-se em 1949 para a Filadélfia. Junto com o colega de equipe Walter Bahr, foi chamado para a Copa do Mundo de 1950 (o que faz dele provavelmente o primeiro escocês a jogar uma Copa - a Escócia só estrearia em mundiais na edição de 1954), onde foi escolhido para ser o capitão da equipe na lendária vitória sobre a Inglaterra por ser britânico.
Após a Copa, chegou a jogar no Manchester United, convidado pelo próprio Matt Busby, mas só defendeu duas vezes os Red Devils. Encerrou a carreira no Headington United.

## Ligações Externas
- Perfil no Soccerhall